# Ангануцци, Рауль
Рауль Ангануцци (исп. Raúl Anganuzzi; 20 июля 1906, Аргентина — неизвестно, Аргентина) — аргентинский фехтовальщик. На Олимпиаде 1928 года в Амстердаме завоевал бронзовую медаль в составе аргентинской команды по фехтованию.
Путёвку в финал южноамериканцы уступили французам. В матче за третье место «альбиселесте» обыграла сборную Бельгии, завоевав таким образом первые и единственные на данный момент бронзовые медали по фехтованию Аргентины.